# Rodło

Biểu trưng của Rodło

Rodło là một biểu tượng của Ba Lan được sử dụng từ năm 1932 bởi Liên minh Ba Lan ở Đức. Nó là hình ảnh cách điệu của dòng sông Vistula và Kraków như là nguồn gốc của văn hóa Ba Lan.

## Lịch sử

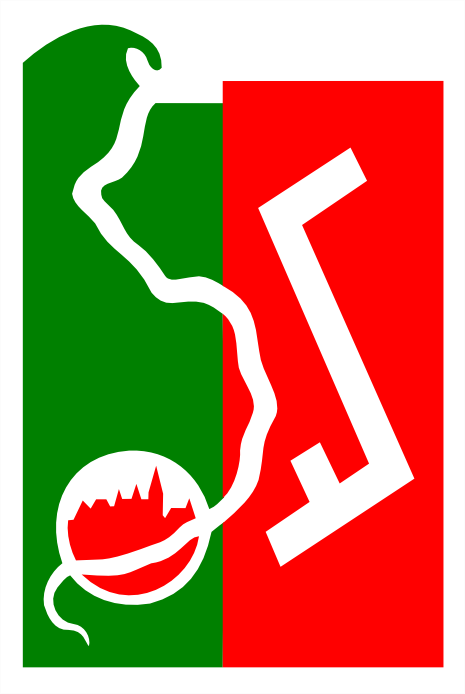
Ý nghĩa đồ họa của Rodło

Sau khi Adolf Hitler nắm quyền lực ở Đức, các biểu tượng của Đức Quốc xã đã sớm bị quốc hữu hóa. Chữ Vạn trở thành biểu tượng quốc gia của Đệ tam Quốc xã và Ba Lan từ Liên minh Ba Lan ở Đức không thể sử dụng biểu tượng quốc gia của họ nữa, vì chúng bị cấm. Tiến sĩ Jan Kaczmarek đã tiếp cận hội đồng tối cao với đề nghị sau đây: 
Chúng tôi chấp nhận rằng chữ vạn và lời chào của người Đức chỉ có thể biểu thị sự đồng ý với toàn bộ tiếng Đức. Vì vậy, chúng tôi phải tìm cách, mà không phải mạo hiểm khi cáo buộc hoạt động chống nhà nước; không chấp nhận Heil Hitler và chữ Vạn (...) cuối cùng chúng ta nên có biểu tượng quốc gia của riêng mình, điều đó sẽ cho phép chúng ta công khai giải phóng mình khỏi hình chữ vạn của Đức quốc xã.
Rodło được phát minh như một biểu tượng mới mà người Ba Lan ở Đức có thể tập hợp. Cái tên "rodło" là một từ ghép của "ród" ("dân gian') và' godło '('biểu tượng").
Đồ họa Rodło được hình thành vào những năm 1930 bởi nhà thiết kế đồ họa Janina Kłopocka,, người đã phác họa"biểu tượng của sông Vistula, cái nôi của người Ba Lan và hoàng gia Kraków, cái nôi của văn hóa Ba Lan". Biểu tượng màu trắng được đặt trên nền đỏ, màu quốc gia Ba Lan. Nó được thông qua vào tháng 8 năm 1932 bởi sự lãnh đạo của Liên minh Ba Lan ở Đức.

## Công dụng khác

Rodło với lá chanh - huy hiệu của Hướng đạo sinh Ba Lan ở Đức

Rodło kể từ đó đã được thông qua bởi các tổ chức Ba Lan khác ở Đức, đặc biệt là Hướng đạo sinh, những người đã sử dụng nó cùng với fleur de lys. Sau Thế chiến II, nó cũng được sử dụng bởi các tổ chức làm việc ở Ba Lan, trên các lãnh thổ có được từ Đức là kết quả của chiến tranh.
Năm 1985, Cộng hòa Nhân dân Ba Lan đã giới thiệu Huân chương Rodło. Năm 1992, sau khi chủ nghĩa cộng sản sụp đổ, nó đã bị ngừng lại.